# Josefa
Josefa ist ein weiblicher Vorname.

## Herkunft und Bedeutung
Josefa ist die weibliche Form des männlichen Vornamens Josef (hebräisch) und bedeutet: Gott fügt hinzu / möge vermehren.

## Verbreitung
Josefa wird in Deutschland seit 1930 regelmäßig vergeben, in den letzten 10 Jahren rund 270 Mal. In Österreich wurde er von 1984 bis 2022 etwa 120 Mal und in der Schweiz von 1930 bis 2022 circa 780 Mal vergeben. In den Niederlanden kommt er ebenfalls jährlich in der Namensgebung vor, von 1930 bis 2022 wurde etwa 660 Mädchen dieser Name gegeben. Der Vorname ist außerdem in den skandinavischen Ländern Dänemark, Norwegen und Schweden nachgewiesen. In Tschechien war er zwischen 1935 und Anfang der 1950er Jahre in den Top 100, seine Beliebtheit ging dann aber stetig zurück. Von 1920 bis Ende der 1950er Jahre war Josefa in Spanien in den Top 10, danach sank die Popularität stark ab.
In Brasilien zählte der Name zwischen den 1930er und 1960er Jahren zu den Top 10, seitdem ist seine Vergabe rückläufig. Dahingegen ist er in Chile aktuell sehr beliebt und befindet sich dort seit 2010 in den Top 20, die höchste Platzierung erreichte der Name im Jahr 2019 mit dem 5. Platz.
Nachgewiesen ist Josefa außerdem in den Ländern Kanada, Nordirland und Schottland sowie Frankreich und den USA.

## Namenstag
- 19. März

## Varianten
- Josepha
- Maria Josepha
- Sefa (deutsch, Kurzform)
- Giuseppina (italienisch)
- Pina (italienisch, Kurzform)

Siehe auch: Josephine

## Bekannte Namensträgerinnen
- Josepha Auernhammer (1758–1820), österreichische Pianistin und Komponistin
- Josefa Berens-Totenohl (1891–1969), deutsche Schriftstellerin und Malerin
- Josefa Cotillo (1944–2010), spanische Tänzerin und Schauspielerin
- Josepha Duschek (1754–1824), Sängerin klassischer Musik, Pianistin und Komponistin
- Josefa Frandl (* 1930), ehemalige österreichische Skirennläuferin
- Josefa zu Fürstenberg-Weitra (1776–1848), Fürstin von und zu Liechtenstein
- Josefa Gettke (1895–1989), deutsche Theater- und Filmschauspielerin während der Stummfilmzeit
- Josepha von Heydeck (1748–1771), Mätresse des Kurfürsten Karl Theodor von der Pfalz
- Josepha Hofer (1758/61–1819 in Wien), deutsche Sopranistin
- Josefa von Hohenzollern (* 1974), deutsche Bundesbeamtin und Kommunalpolitikerin
- Josefa Idem (* 1964), italienische und ehemalige deutsche Kanutin
- Josepha Kraigher-Porges (1857–1937), kärntnerische Schriftstellerin, Pazifistin und Philanthropin
- Josefa Lang (1791–1862), deutsche Schauspielerin
- Josefa Lux (* 1958), deutsche Politikerin (SPD)
- Josefa Mack (1924–2006), Ordensschwester der Kongregation der Armen Schulschwestern von Unserer Lieben Frau
- Josepha Mendels (1902–1995), niederländische Schriftstellerin, Journalistin und Schauspielerin
- Josefa Menéndez, (1890–1923), Mystikerin und Ordensschwester
- Josefa Metz (1871–1943) war eine deutsche Schriftstellerin
- Josefa Theresia Münch (1930–2023), deutsche römisch-katholische Diplomtheologin und Pädagogin
- Josefa de Óbidos (1630–1684), bedeutende portugiesische Malerin des Barock
- Josefa Ortiz de Domínguez (1773–1829), mexikanische Nationalheldin
- Josepha Reh (1825–1881),  bayerische Dienstbotin und „Schönheit des 19. Jahrhunderts“
- Josefa Schiefer (1892–1980), deutsche Unterhaltungskünstlerin, Heimatforscherin und Volksliedsammlerin
- Josepha Sherman (1946–2012), US-amerikanische Science-Fiction- und Fantasy-Schriftstellerin, Herausgeberin und Volkskundlerin
- Josepha von Siebold (1771–1849), erste Frau in Deutschland mit der Ehrendoktorwürde der „Entbindungskunst“ (Geburtshilfe)
- Josefa Tomsik (1945–2018), österreichische Politikerin der SPÖ
- Josefa Vicent (* 1950), uruguayische Leichtathletin
- Josepha Walter (* 1996), deutsche Schauspielerin und Synchronsprecherin

Zwischenname
- Marie-Antoinette, eigentlich Maria Antonia Josepha Johanna Erzherzogin von Österreich, (1755–1793), Königin von Frankreich

## Sonstiges
- Josefa (Asteroid)